# Маслов, Виктор Иванович
Виктор Иванович Маслов (21 сентября 1906 — 4 ноября 1941) — советский военный моряк, командир дивизиона эсминцев на Неве, капитан 2-го ранга (1941 год).

## Биография
Родился в рабочей семье. Отец по профессии токарь, активный участник Гражданской войны на Дальнем Востоке, мать по профессии фельдшер.
Окончил с отличием ВМУ им. М. В. Фрунзе (1931 год), минный офицерский класс (1932 год), курсы командиров эскадренных миноносцев при СККС ВМС РККА (1937). Член ВКП(б) с 1929 года.
Вахтенный начальник сторожевого корабля «Вихрь» (май — декабрь 1931), минёр эсминца «Артём» (июнь — декабрь 1932), эсминца «Войков» (декабрь 1932 — январь 1934), дивизиона эсминцев (январь 1934 — апрель 1935), флагманский минёр бригады эскадренных миноносцев (апрель 1935 — декабрь 1936), помощник командира (декабрь 1936 — март 1938), командир (март 1938 — январь 1939) эсминца «Карл Маркс», командир 2-го ДЭМ ОЛС КБФ (январь 1939 — декабрь 1940), в составе которого участвовал в Советско-финской войне. По окончании войны, в аттестации написано: «Занимаемой должности соответствует. Может быть назначен командиром крейсера».
Командир 4-го дивизиона эскадренных миноносецев Балтийского флота с декабря 1940 года, в той же должности вступил в Великую Отечественную войну.
Участвовал на кораблях дивизиона в боевых действиях в Рижском заливе и в обороне Таллинна, в числе прочего обеспечил буксировку тяжело повреждённого эскадренного миноносца «Гордый». После переформирования эскадры Балтийского флота с сентября 1941 года командир 3-го дивизиона эсминцев. Решительность и смелость, по свидетельству капитана 1-го ранга в отставке Рейза И. М., была проявлена Масловым В. И. при спасении в конце сентября 1941 года канонерской лодки «Кама», которая при переходе из Кронштадта в Ленинград, попав под сильный артиллерийский огонь, села на мель.
«В это время из канала курсом на Кронштадт направлялся линкоровский буксир ЛК-26. Без всяких сигналов… он изменил курс, подошел, под сильным огнём подал швартов, стащил с мели. Руководил этими спасательными работами случайно оказавшийся на буксире командир дивизиона эсминцев Маслов. Рискуя собственной жизнью, по велению долга и совести Виктор Иванович буквально спас от гибели канонерскую лодку и её команду».
С началом блокады Ленинграда немецкими войсками, в октябре, ему были подчинены все эскадренные миноносцы стоявшие в Неве. После решения партийной комиссии эскадры КБФ, объявившей Маслову В. И. строгий выговор с предупреждением с занесением в личное дело, приказом командующего КБФ освобождён от занимаемой должности и 17 октября 1941 года назначен командиром эскадренного миноносца «Сметливый».
В составе отряда кораблей под командованием капитана 2-го ранга В. М. Нарыкова, 3 ноября на ЭМ «Сметливый» вышел в море для эвакуации гарнизона Ханко. 4 ноября 1941 года при форсировании на обратном пути минного поля, в условиях резко ухудшившейся погоды, «Сметливый» подорвался последовательно на двух минах заграждения. При взрыве второй мины у корабля оторвало полубак; погибли Маслов В. И., военком Щеглов С. В., командир 3-го дивизиона эсминцев Заяц А. И. и около 300 человек.